# Seznam vánočních pohádek České televize ve znakovém jazyce
Seznam vánočních pohádek České televize ve znakovém jazyce uvádí přehled všech filmových pohádek, které byly premiérově vysílány Českou televizí o Vánocích. Česká televize uvádí od roku 2015 každoročně (s výjimkou roku 2022) o Vánocích na stanici ČT2 v premiéře televizní pohádkový film v českém znakovém jazyce (do roku 2021 o délce přibližně 30 minut, od roku 2023 o délce přibližně 60 minut), který je vysílán jako součást pořadu Televizní klub neslyšících. Od roku 2020 jsou tyto snímky uváděny ve Štědrý den odpoledne. Autorkami většiny pohádek jsou scenáristka Alexandra Vebrová a režisérka Alena Derzsiová, které se dlouhodobě podílí na Televizním klubu neslyšících.
Ve snímcích hrají neslyšící herci, kteří využívají znakový jazyk, k dispozici jsou také skryté titulky a český dabing. Pohádka Vánoční království z roku 2015, vzniklá k 35. výročí Televizního klubu neslyšících, se stala prvním takovým pořadem svého druhu v evropských veřejnoprávních televizích.

## Seznam filmů
| Č. | Film                     | Režie           | Scénář                           | Premiéra v ČT     |
| -- | ------------------------ | --------------- | -------------------------------- | ----------------- |
| 1  | Vánoční království       | Alena Derzsiová | Alexandra Vebrová                | 23. prosince 2015 |
| 2  | Nepovedený čert          | Alena Derzsiová | Alexandra Vebrová                | 21. prosince 2016 |
| 3  | Nejkrásnější dar         | Alena Derzsiová | Alexandra Vebrová                | 20. prosince 2017 |
| 4  | Vodníkova princezna      | Alena Derzsiová | Alexandra Vebrová                | 19. prosince 2018 |
| 5  | Kde bydlí strašidla      | Alena Derzsiová | Alexandra Vebrová                | 18. prosince 2019 |
| 6  | Loupežnická balada       | Alena Derzsiová | Alexandra Vebrová                | 24. prosince 2020 |
| 7  | O kouzelné rybí kostičce | Alena Derzsiová | Alexandra Vebrová                | 24. prosince 2021 |
| 8  | Dvě Mařenky              | Ivo Macharáček  | Michal Čunderle                  | 24. prosince 2023 |
| 9  | Čarodějnická pohádka     | Ivo Macharáček  | Michal Čunderle a Ivo Macharáček | 24. prosince 2024 |